# Robert Pujade
Robert Pujade, né le 12 septembre 1948, est un critique et un historien de la photographie français. Il a mis au jour la naissance de la critique spécialisée en photographie lors de la décennie 1975-1985 et ses conséquences sur le rapport complexe entre art et presse dans la pratique et la théorie photographiques.

## Biographie
Agrégé de philosophie, il est devenu spécialiste de l'œuvre photographique de l'écrivain Hervé Guibert et enseigne l'esthétique à l'Institut universitaire de technologie d'Aix-Marseille au site d'Arles. Il est également membre permanent des Rencontres internationales de la photographie d'Arles.

## Publications
- L’ascendant des îles, sur des photographies de Marcel Fortini et Mathieu Micheli, Ed. Éric Koehler, 1994.
- A Corps et à raison, Photographies médicales (1840-1920), préface du Pr Jean-Paul Escande, Marval, Paris, 1995. (avec M. Sicard et D. Wallach)
- (dir.) Images publiques, regards singuliers, actes du colloque tenu à Villeurbanne les 25-26 novembre 1999, Lyon, Université Claude Bernard / Insa, 1999.
- Jean Dieuzaide, un regard, une vie, préface de Michel Tournier, Somogy, 2002.
- Art et photographie : la critique et la crise, préfacé par Agathe Gaillard, Paris, L’Harmattan, 2005.
- Du réel à la fiction : la vision fantastique de Joan Fontcuberta, Paris, Isthme, 2005.
- Hervé Guibert : une leçon de photographie, Lyon, Université Claude Bernard / Insa, 2008[2].
- La Photographie saisie par le texte, préface de Christian Caujolle, Lyon, Université Claude Bernard / Insa, 2012.
- Fantastique et photographie : essai sur les limites de la représentation photographique, l'Harmattan, 2015.

## Catalogues d’exposition
- Vasco Ascolini, Lyon, Université Claude Bernard, « Collection 16 1/2 », 2004.
- Marie Maurel, Lyon, Université Claude Bernard, « Collection 16 1/2 », 2006.
- Galith Sultan, Lyon, Université Claude Bernard, « Collection 16 1/2 », 2007.
- Cesare di Liborio, Lyon, Université Claude Bernard, « Collection 16 1/2 », 2007.
- Luca Gilli, Lyon, Université Claude Bernard, « Collection 16 1/2 », 2007.
- Sergey Maximishin, Lyon, Université Claude Bernard, « Collection 16 1/2 », 2007.
- Ariane Thézé : utopie, Lyon, Université Claude Bernard, « Collection 16 1/2 », 2011.
- Arno Rafael Minkkinen, Lyon, Université Claude Bernard et Galerie Vrais Rêves, « Collection 16 1/2 », 2011.

## Citations
- « On ne devient pas un artiste uniquement grâce au talent. »
- « L'artiste est toujours en train de se voir dans une glace lorsqu'il se peint. »
- « L'art n'est pas accessible à tout le monde, il est réservé à une élite intellectuelle. »